# Jugeals-Nazareth
Jugeals-Nazareth település Franciaországban, Corrèze megyében. Lakosainak száma 951 fő (2022. január 1.). Jugeals-Nazareth Brive-la-Gaillarde, Cosnac, Nespouls, Noailles és Turenne községekkel határos.

## Népesség
A település népességének változása:
| Lakosok száma | 241  | 502  | 604  | 781  | 915  | 942  | 972  | 964  | 960  | 951  |
|               | 1968 | 1982 | 1990 | 2006 | 2013 | 2015 | 2017 | 2019 | 2020 | 2022 |